# Ель-Банко
Ель-Банко (ісп. El Banco) — місто та муніципалітет на півночі Колумбії, на території департаменту Маґдалена.

## Історія
До іспанського завоювання на території Ель-Банко проживали представники індіанського племені чімілів. Поселення, з якого пізніше виросло місто було засноване в 1680 році. Муніципалітет Ель-Банко був виділений в окрему адміністративну одиницю в 1871 році.

## Географія
Місто розташоване в південній частині департаменту, на правому березі річки Магдалени, поблизу місця, де річка розпадається на два рукави: Лоба і Момпос, на відстані приблизно 246 кілометрів на південний схід (SSE) від Санта-Марти, адміністративного центру департаменту Маґдалена. Абсолютна висота — 18 метрів над рівнем моря.
Муніципалітет Ель-Банко межує на північному заході та заході з муніципалітетом Ґуамаль, на півдні і південному заході — з територією департаменту Болівар, на північному сході і сході — з територією департаменту Сесар. Площа муніципалітету складає 816 км².

## Населення
За даними Національного адміністративного департаменту статистики Колумбії, сукупна чисельність населення міста та муніципалітету в 2015 році становила 55 530 чоловік.
Динаміка чисельності населення муніципалітету за роками:
| 2005   | 2006   | 2007   | 2008   | 2009   | 2010   | 2011   | 2012   | 2013   | 2014   | 2015   |
| ------ | ------ | ------ | ------ | ------ | ------ | ------ | ------ | ------ | ------ | ------ |
| 54 855 | 54 859 | 54 865 | 54 891 | 54 942 | 55 012 | 55 085 | 55 175 | 55 279 | 55 408 | 55 530 |

Згідно з даними перепису 2005 року чоловіки становили 50,8 % від населення Ель-Банко, жінки — відповідно 49,2 %. У расовому відношенні білі і метиси становили 78,4 % від населення міста; негри, мулати і райсальці — 21,5 %; індіанці — 0,1 %.
Рівень грамотності серед всього населення становив 81,2 %.

Муніципалітет Ель-Банко

## Економіка
Основу економіки Ель-Банко складає сільськогосподарське виробництво.
54,6 % від загального числа міських і муніципальних підприємств складають підприємства торговельної сфери, 38,1 % — підприємства сфери обслуговування, 6 % — промислові підприємства, 1,3 % — підприємства інших галузей економіки.

## Транспорт
Через місто проходять національні шосе № 43 (ісп. Ruta Nacional 43) та № 78 (ісп. Ruta Nacional 78).